# Sminthopsis crassicaudata
Sminthopsis crassicaudata é uma espécie de marsupial da família Dasyuridae. Endêmica da Austrália.
- Nome Popular: Dunnart-de-cauda-grossa

- Nome Científico: Sminthopsis crassicaudata (Gould,1844)

## Características
Tem um comprimento médio de 6–9 cm, com uma cauda de 4–7 cm, orelhas compridas de 14–16 cm, seu peso varia entre 10-20 gramas, é um dos menores marsupiais carnívoros. A cauda é grossa cheia de gordura com milímetros do ânus e até a ponta da cauda; Tem a pelagem castanho-amarelada, orelhas grandes e focinho pontiagudo, machas cinzas escuras no focinho e ao redor dos olhos, a cauda é cinza e o ventre branco.

## Hábitos alimentares
A dieta inclui insetos, como besouros, larvas de aranha, pequenos répteis e anfíbios. Ele armazena as reservas de gordura em sua cauda em forma de cenoura para os dias de escassez de alimentos;

## Características de reprodução
Esta espécie produz entre julho e fevereiro, com os filhotes na bolsa de julho a abril. A gestação é de  13 dias e os filhotes permanecem na bolsa por 70 dias, geralmente tem duas ninhadas por ano e no primeiro ano de vida as fêmeas não produzem.

## Habitat
Podem ser encontrados em pastos esparsos, arbustivos e fazendas

## Distribuição Geográfica
Austrália Meridional, Sudoeste de Queensland, Sudeste do Território do Norte, Sul da Austrália Ocidental, Oeste de Nova Gales do Sul, Oeste de Victoria;

## Subespécies
- Subespécie: Sminthopsis crassicaudata centralis (Thomas, 1902)

Local: Killalpanima, leste do Lago Eyre, Austrália Meridional;
- Subespécie: Sminthopsis crassicaudata crassicaudata (Gould, 1844)

Local: Austrália Ocidental;
- Subespécie: Sminthopsis crassicaudata ferruginea? (Finlayson, 1933)

Nota: Talvez seja uma subespécie válida, considerado sinônimo de Sminthopsis crassicaudata por alguns autores;
Local: Região de Macdonnell, Território do Norte;